# Bachčisarajský rajón
Bachčisarajský rajón (Bachčysarajský rajón, ukrajinsky Бахчисарайський район, rusky Бахчисарайский район) je rajón v Autonomní republice Krym na Ukrajině. Hlavním městem je Bachčisaraj (v přepisu z ukrajinštiny Bachčysaraj) a rajón má přibližně 94 tisíc obyvatel. 
Od Krymské krize území fakticky ovládá Rusko, které rajón považuje za součást svého federálního subjektu Republika Krym.

## Sídla v rajónu
| Město: - Bachčisaraj (Bachčysaraj) | Sídla městského typu: - Kujbyševe (Kujbyševo) - Naučnyj - Poštove (Počtovoje) |